# Icó
Icó este un oraș în statul Ceará (CE) din Brazilia.